# 정글팜다람쥐
정글팜다람쥐(Funambulus tristriatus)는 다람쥐과에 속해 있는 설치류의 일종이다. "정글줄무늬다람쥐" 또는 "서가츠다람쥐"로도 불린다. 인도의 토착종이다. 자연 서식지는 아열대 또는 열대 기후 지역의 건조림과 플랜테이션이다. 서식지 변경에 따른 내성을 갖고 있으며, 서가츠 지역의 차 농장에서 흔하게 발견된다.

## 아종
2종의 아종이 알려져 있다.
- F. t. tristriatus
- F. t. numarius